# کاترین اوپنهایمر
کاترین «کیتی» اوپنهایمر (انگلیسی: Katherine' "Kitty" Oppenheimer) (née: Puening) (۸ اوت ۱۹۱۰ – ۲۷ اکتبر ۱۹۷۲) زیست‌شناس و گیاه‌شناس آلمانی آمریکایی و عضو سابق حزب کمونیست ایالات متحده آمریکا بود. او بیشتر به عنوان همسر کامن لا جو دالت و سپس همسر فیزیکدان جی. رابرت اوپنهایمر مدیر پروژه منهتن در طی جنگ جهانی دوم شناخته می‌شود.

## در فرهنگ عامه
او در مجموعه تلویزیونی سال ۱۹۸۰ به نام اوپنهایمر توسط جانا شلدن و در فیلم سال ۱۹۸۹ به نام مرد چاق و پسر کوچک توسط بانی بدیلیا به تصویر کشیده شده‌است. نقش او در فیلم سال ۲۰۲۳ کریستوفر نولان به نام اوپنهایمر توسط امیلی بلانت بازی شده‌است.